# Doug Livingstone
Dougall "Doug" Livingstone (Alexandria, 25 februari 1898 - Marlow, 15 januari 1981) was een Schots voetballer en voetbaltrainer. Hij was bondscoach van het Iers en het Belgisch voetbalelftal.

## Loopbaan
Livingstone speelde gedurende een lange carrière als voetballer voor Celtic FC, Everton FC en Tranmere Rovers FC. Nadat hij zijn schoenen aan de haak had gehangen werd hij trainer.
Livingstone was bondscoach van het Iers voetbalelftal (1951-1953) alvorens Belgisch bondscoach te worden als opvolger van Bill Gormlie. Hij plaatste zich met de ploeg voor het Wereldkampioenschap voetbal 1954 in Zwitserland waar België in de eerste ronde werd uitgeschakeld. Livingstone verliet na het WK de Belgische nationale ploeg waarbij hij 13 wedstrijden op de trainersbank gezeten had.
Newcastle United FC trok Livingstone in 1954 aan als trainer. Bij zijn aantreden was er nog scepsis over diens tactiek die in schril contrast stond met deze van zijn voorganger maar Livingstone leidde de ploeg in zijn eerste seizoen naar winst in de FA Cup. Hij was echter niet gelukkig met de invloed van de bestuurders op het sportieve beleid en Livingstone verliet de club in 1956. Hij trok nog naar Fulham FC waar hij twee seizoenen trainer bleef.